# Mallards de Quad City
Pour les articles homonymes, voir Mallards de Quad City (homonymie).
Les Mallards de Quad City sont une franchise professionnelle de hockey sur glace aux États-Unis fondée 2009. Engagés en Ligue internationale de hockey pour leur première saison, ils intègrent la Ligue centrale de hockey en 2010 avant de rejoindre l'ECHL à partir de 2014. La franchise disparait en 2018. Basée à Moline dans l'État de l'Illinois, l'équipe jouait au TaxSlayer Center.

## Historique
Suivant le départ des Flames de Quad City de la Ligue américaine de hockey, les Mallards de Quad City sont créés en 2009, reprenant le nom d'équipe basée à Moline entre 1995 et 2007. Engagés en Ligue internationale de hockey pour leur première saison, ils intègrent la Ligue centrale de hockey lorsque celle-ci fusionne avec la LIH en 2010. Peu de temps avant la saison 2014-2015, la LCH est dissoute et les Mallards et les autres équipes de la ligue rejoignent l'ECHL. En 2018, citant des pertes financières, le propriétaire John Melville dissous la franchise.

## Logos successifs

Logo utilisé entre 2009 et 2011
Logo utilisé entre 2011 et 2018

## Statistiques par saison

### Saisons dans la LIH
| Saison    | PJ | V  | D  | DP | DTB | BP  | BC  | Pts | Classement | Séries éliminatoires | Entraîneur     |
| --------- | -- | -- | -- | -- | --- | --- | --- | --- | ---------- | -------------------- | -------------- |
| 2009-2010 | 76 | 29 | 35 | 4  | 8   | 207 | 263 | 70  | 6e place   | Non qualifié         | Frank Anzalone |

### Saisons dans la LCH
| Saison    | PJ | V  | D  | DP | DTB | BP  | BC  | Pts | Classement                       | Séries éliminatoires | Entraîneur      |
| --------- | -- | -- | -- | -- | --- | --- | --- | --- | -------------------------------- | -------------------- | --------------- |
| 2010-2011 | 66 | 34 | 31 | 0  | 1   | 186 | 182 | 69  | 7e place de l'Association Turner | 1er tour             | Frank Anzalone  |
| 2011-2012 | 66 | 37 | 27 | 1  | 1   | 230 | 201 | 76  | 5e place de l'Association Turner | Non qualifié         | David Bell      |
| 2012-2013 | 66 | 34 | 26 | 0  | 6   | 219 | 201 | 74  | 6e place                         | 1er tour             | Terry Ruskowski |
| 2013-2014 | 66 | 34 | 23 | 3  | 7   | 219 | 198 | 76  | 5e place                         | 2e tour              | Terry Ruskowski |

### Saisons dans l'ECHL
| Saison    | PJ | V  | D  | DP | DTB | BP  | BC  | Pts | Classement                        | Séries éliminatoires | Entraîneur      |
| --------- | -- | -- | -- | -- | --- | --- | --- | --- | --------------------------------- | -------------------- | --------------- |
| 2014-2015 | 72 | 37 | 28 | 4  | 3   | 205 | 186 | 81  | 3e place de la Division Centrale  | 1er tour             | Terry Ruskowski |
| 2015-2016 | 72 | 37 | 29 | 4  | 2   | 203 | 203 | 80  | 3e place de la Division Mid-Ouest | 1er tour             | Terry Ruskowski |
| 2016-2017 | 72 | 40 | 28 | 2  | 2   | 232 | 220 | 84  | 3e place de la Division Centrale  | 1er tour             | Terry Ruskowski |
| 2017-2018 | 72 | 25 | 42 | 4  | 1   | 196 | 295 | 55  | 7e place de la Division Centrale  | Non qualifié         | Phil Axtell     |

## Équipes affiliées
- 2015-2017 : Wild du Minnesota (LNH) et Wild de l'Iowa (LAH)
- 2017-2018 : Golden Knights de Vegas (LNH) et Wolves de Chicago (LAH)